# Johan van der Velde
Johan van der Velde (Rijsbergen, Noord-Brabant, 12 de diciembre de 1956) es un ciclista neerlandés. En el Tour de Francia 1980 fue la revelación de la ronda gala al ganar el maillot blanco al mejor joven, acabando en la duodécima posición en la clasificación general. En 1981 ganó la segunda etapa y terminó nuevamente duodécimo en la general. Su mejor actuación en el Tour la vivió en la edición de 1982, donde acabó tercero y pisó el podio en los Campos Elíseos. 
Sus hijos Ricardo y Alain también son ciclistas.

## Palmarés
| 1978 - Vuelta a los Países Bajos, más 1 etapa - Tour de Romandía, más 2 etapas - Vuelta a Gran Bretaña, más 1 etapa 1979 - 1 etapa del Tour de Romandía 1980 - Clasificación de los Jóvenes del Tour de Francia - Campeonato de los Países Bajos en Ruta - Dauphiné Libéré, más 1 etapa - 1 etapa de la Vuelta a los Países Bajos - 4 etapas de la Volta a Cataluña 1981 - 1 etapa del Tour de Francia - 1 etapa de la Vuelta a los Países Bajos - 1 etapa del Dauphiné Libéré - 1 etapa del Tour de Romandía - 1 etapa del Midi Libre - 3 etapas de la Volta a Cataluña 1982 - Campeonato de los Países Bajos en Ruta - 1 etapa de la Vuelta a los Países Bajos - 1 etapa de la Volta a Cataluña - 3.º en el Tour de Francia - Acht van Chaam | 1983 - Campeonato de Zúrich - 1 etapa de la Setmana Catalana 1984 - 1 etapa del Tour de Romandía - 3.º en el Campeonato de los Países Bajos en Ruta 1985 - 1 etapa del Tour de Romandía - Coppa Bernocchi - Clasificación por puntos del Giro de Italia 1986 - Flecha Brabançona - 1 etapa del Giro de Italia - 1 etapa del Tour de Francia 1987 - 2 etapas del Giro de Italia, más clasificación por puntos - 1 etapa de la Vuelta a Suiza 1988 - Clasificación por puntos del Giro de Italia |

## Resultados en las grandes vueltas
| Carrera         | 1978 | 1979 | 1980 | 1981 | 1982 | 1983 | 1984 | 1985 | 1986 | 1987 | 1988 | 1989 | 1990 |
| --------------- | ---- | ---- | ---- | ---- | ---- | ---- | ---- | ---- | ---- | ---- | ---- | ---- | ---- |
| Giro de Italia  | -    | -    | -    | -    | -    | -    | 5º   | 22º  | 16.º | 9º   | 65º  | Ab.  | -    |
| Tour de Francia | -    | 14.º | 12.º | 12.º | 3º   | Ab.  | -    | -    | 52.º | -    | -    | -    | -    |
| Vuelta a España | -    | -    | -    | -    | -    | -    | -    | -    | -    | -    | -    | -    | -    |
| Mundial en Ruta | 26º  | 28º  | -    | 11.º | 18.º | -    | 22º  | 9º   | 22º  | 61.º | -    | -    | -    |

-: no participa

Ab.: abandono